# Касивабара, Митико
Митико Касивабара (яп. 柏原 理子; род. 14 марта 1991, Хакуба, Нагано) — японская лыжница, участница Олимпийских игр в Ванкувере. Универсал, одинаково успешно выступает и в спринтерских и в дистанционных гонках.

## Карьера
В Кубке мира Касивабара дебютировала в 2009 году, в декабре 2010 года первый, и пока единственный раз попала в десятку лучших на этапе Кубка мира, в эстафете. В личных гонках на этапах Кубка мира не поднималась выше 37-го места, и очков в общий зачёт не завоёвывала. Победила в общем зачёте Дальневосточного кубка в сезоне 2010-11.
На Олимпиаде-2010 в Ванкувере принимала участие в двух гонках: 10 км коньком — 60-е место, эстафета — 8-е место.
За свою карьеру принимала участие в двух чемпионатах мира, лучший результат 7-е место в эстафете на чемпионате 2009 года в Либереце, в личных гонках не поднималась выше 45-го места.
Использует лыжи и ботинки производства фирмы Fischer.